# Chulipa
 (décembre 2022).
Si vous disposez d'ouvrages ou d'articles de référence ou si vous connaissez des sites web de qualité traitant du thème abordé ici, merci de compléter l'article en donnant les références utiles à sa vérifiabilité et en les liant à la section « Notes et références ».
La chulipa (coup donné avec l'extérieur du pied, en portugais) est une technique de capoeira qui combine la rasteira avec une attaque du même côté.
Il y a deux manières de faire la chulipa :
- Appliquer en même temps une rasteira et une galopante ou un telefone.
- Appliquer une rasteira à l'adversaire pour le déséquilibrer d'un côté, puis le "reprendre" dans sa chute avec un martelo  en utilisant la même jambe.